# Hello (rede social)
Hello, estilizado hello, foi um serviço de rede social fundado pelo Orkut Büyükkökten, o criador do Orkut. O serviço suportava o acesso por meio de um aplicativo móvel, disponível para Android e iOS. Foi lançado em 1º de maio de 2016, substituindo o Orkut, que foi encerrado em 30 de setembro de 2014. Hello era de propriedade da Hello Network.
Em setembro de 2019, o Hello havia sido baixado aproximadamente 1 milhão de vezes, comparado aos 300 milhões de usuários ativos do Orkut.
Em 9 de Abril de 2022, o site e o aplicativo foram desativados e foram atualizados com uma mensagem dentro do site.